# Distrito electoral de Sibinda
Sibinda es un distrito electoral de la Región de Caprivi en Namibia.  Su población es de 9.164 habitantes. Dentro del distrito se encuentra el pueblo de Sibinda por el cual recibe su nombre.
- Datos: Q385179